# Hoppspindlar
Hoppspindlar (latin: Salticidae) är en familj spindlar, som omfattar över 4 000 arter. Nästan samtliga är giftiga, men såvitt känt inte farliga för människan.
De flesta arterna förekommer i tropiska skogar, men familjen finns representerad i många biotoper, även i tempererat klimat. Vattenlevande arter saknas dock.
Hoppspindlar rör sig ungefär som en mänsklig bergsklättrare. När en spindel rör sig från ett ställe till ett annat, och särskilt när den ska hoppa från ett ställe till ett annat, så skjuter den iväg sin egen väv mot det ställe där den står. Om spindeln sedan skulle falla bort från den plats där den landar kan den helt enkelt hala sig tillbaka till utgångspunkten. Hoppspindlarna är goda klättrare, och kan till och med klättra på glas.
Dessa spindlar har mycket god syn, vilken är koncentrerad till de främre mellersta ögonen. Ögonen ifråga kan skapa en bild på sin näthinna, vilken består av fyra lager av celler. Forskning har visat att hoppspindlarna kan ha upp till fyra olika former av celler i näthinnan, alla med olika färgspektra, vilket ger spindlarna möjlighet att se färger ända upp i det ultravioletta spektret. Ingen annan familj spindlar, och få insekter, har lika god syn som hoppspindlarna.
Spindlarna fångar sina byten genom att hoppa på dem från ett avstånd som kan vara många centimeter. Befinner sig spindlarna i ett träd kan de hoppa från löv till löv. Den goda synen som spindlarna har gör det även möjligt för dem att fånga döda byten, medan andra familjer spindlar kan leva enbart på byten som fortfarande rör sig, då rörelserna möjliggör för spindeln att identifiera sitt byte. Det finns dock andra spindlar, till exempel familjen Miturgidae och familjen Anyphaenidae som kan se och tillgodogöra sig till exempel insektsägg.
Många hoppspindlar kan ge ifrån sig ljud, ofta påminnande om ett surr eller om trumvirvlar. Ljuden används sannolikt av hannarna i parningsritualen. Många arter väver bon, där honan ofta lägger sina ägg.